# Adelidea maculata
Adelidea maculata är en tvåvingeart som beskrevs av Hesse 1938. Adelidea maculata ingår i släktet Adelidea och familjen svävflugor. Inga underarter finns listade i Catalogue of Life.